# Roberto Olivetti
Roberto Olivetti (Torino, 18 marzo 1928 – Roma, 27 aprile 1985) è stato un dirigente d'azienda italiano.
Figlio maggiore di Adriano Olivetti, fu uno dei principali artefici della trasformazione della Olivetti da azienda metalmeccanica in elettronica. Fu anche, sempre nel filone dell'elettronica, cofondatore e presidente della Società Generale Semiconduttori (SGS). 

## Biografia
Roberto Olivetti nasce a Torino, figlio primogenito di Adriano Olivetti, proprietario dell'omonima azienda all'epoca produttrice di calcolatrici meccaniche, e della sua prima moglie Paola Levi (sorella di Natalia Ginzburg). Ha due sorelle minori biologiche, Lidia e Anna, e una sorella unilaterale più piccola, Laura Olivetti, figlia del padre e della sua seconda moglie Grazia Galletti.   
Roberto si laurea nel 1952 in Economia aziendale presso l'Università Bocconi di Milano e si specializza all'Università di Harvard in business administration nel 1954. Entrato nell'azienda del padre, nel 1955, segue con interesse gli sviluppi pionieristici dell'elettronica italiana del laboratorio Olivetti di Barbaricina, presso Pisa, che contribuisce a fondare già dall'ingresso in azienda e a sostenere anche in seguito; nel 1959 diviene direttore della Divisione Elettronica di Olivetti.
Si sposa una prima volta nel 1957 con Vittoria Berla, ma il matrimonio dura un solo anno. Nel 1960 sposa l'attrice Anna Nogara, da cui ha la figlia Desire.
Qualche tempo dopo la morte del padre, nel 1960, acquisì maggiore ruolo in Olivetti, e ne divenne Amministratore delegato (insieme al cugino Camillo) nel 1962. Le difficoltà finanziarie dell'azienda in quel periodo fanno sì che tale carica vada presto ad Aurelio Peccei, sostenuto dai nuovi finanziatori dell'azienda appena entrati: è in questo periodo che viene effettuata la vendita della Divisione Elettronica di Olivetti alla americana General Electric. Tra il 1962 e il 1964 rimase in stretto contatto con il gruppo dell'ingegner Pier Giorgio Perotto, che stava sviluppando il progetto sperimentale della Programma 101, il quale trovò in Roberto un valido interlocutore all'interno dell'azienda a sostegno del progetto.

Olivetti fu nel primo gruppo dirigente della casa editrice Adelphi.
Nel 1967 Roberto tornò ad essere Amministratore Delegato di Olivetti (fino al 1971), ma anche stavolta non da solo, perché affiancato da Bruno Jarach: la presenza di due amministratori rifletteva, a detta di Perotto stesso, le difficoltà gestionali che stava incontrando l'amministrazione Olivetti. Nel 1971 lasciò anche questa carica, ma rimase Vice Presidente dell'azienda e poi Consigliere di Amministrazione.
In parallelo, Roberto Olivetti sostenne numerosi progetti e fondazioni culturali. Nel 1976 si candidò per il Partito Repubblicano, di cui era sostenitore. Dal 1982 divenne presidente della Fondazione Olivetti, fino alla morte improvvisa, avvenuta nel 1985. Due anni prima, nel 1983, si sposa, per la terza volta, con la contessa Elisa-Maria Bucci Casari.

## Archivio
La documentazione prodotta da Roberto Olivetti nel corso della propria vita e durante il periodo di attività nell'azienda di famiglia (estremi cronologici: 1944 - 1986) è conservata presso l'Associazione Archivio storico Olivetti.